# Trent's Last Case (film fra 1920)
Trent's Last Case er en britisk stumfilm fra 1920 af Richard Garrick.

## Medvirkende
- Gregory Scott – Philip Trent
- Pauline Peters – Mabel Manderson
- Clive Brook – John Marlow
- George Foley – Sigsbee Manderson
- Cameron Carr – Inspector Murch
- P. E. Hubbard – Nathaniel Cupples
- Richard Norton – Martin